# Biziat
Biziat – miejscowość i gmina we Francji, w regionie Owernia-Rodan-Alpy, w departamencie Ain.

## Demografia
Według danych na styczeń 2012 r. gminę zamieszkiwało 831 osób, a gęstość zaludnienia wynosiła 72,4 osób/km².